# Рибовъдство
Рибовъдството е дейността по развъждане и отглеждане на риба в естествени и изкуствени водни басейни или в изградени за тази цел съоръжения.
Основните прозводствени мощности за отглеждане на риби са: басейните, язовирите, различните сладководни и морски заграждения, каналите и изравнителите на някои хидротехнически съоръжения, садките и рециркулационните системи. В зависмост от изискванията на отглежданите в тях риби се делят на топловодни и студеноводни акваферми.
Задачи на този дял от животновъдството са:
- постигане на устойчиво развитие на рибните ресурси,
- възстановяване и опазване на биологичното равновесие,
- обогатяване на разнообразието на рибните ресурси във водните екосистеми.

Дейностите по рибовъдство се регулират от Закона за рибарството и аквакултурите Архив на оригинала от 2007-05-23 в Wayback Machine..